# Japan Advanced Semiconductor Manufacturing
Japan Advanced Semiconductor Manufacturing株式会社（ジャパン・アドバンスト・セミコンダクター・マニュファクチャリング／JASM）は、世界最大の半導体受託製造企業（ファウンドリ）である台湾積体電路製造（TSMC）の子会社である。熊本県菊池郡菊陽町に本社を置く。
TSMCが過半数を出資し、ソニーセミコンダクタソリューションズとデンソーが少数株主として経営に参画している。その後、2024年2月6日には、トヨタ自動車が参画した。

## 概要
1997年にTSMC（台湾積体電路製造）は日本法人を設立、日本の顧客との間で直接接点を持つようになった。そしてTSMCは、顧客であるソニーなどからの要請を受けて、JASMを設立することになった。法人としては2021年12月に設立、熊本県菊池郡菊陽町に本社を置く企業である。
工場は菊池郡菊陽町に、2022年4月から鹿島建設本社を中心とするJVが建設を開始し、2024年2月に竣工した。竣工式典には、政府要人がオンラインで、TSMC創業者のモリス・チャンらが出席し、日本政府及びTSMC双方の期待が非常に大きいことを印象付けた。また、菊陽町には日本国内メディアのみならず、台湾メディアの姿も見られ、日本と台湾の良好な関係を印象づけることになった。  
工場では2024年から、12/16nmFinFETプロセスと22/28nmプロセス技術を用いた半導体を、月産能力で12インチウェハーベースで55,000枚生産する予定である。基本は撮像素子用のASICであるが、デンソーなどの要請により、自動車用ASICの生産も予定している。  

### JASMとソニー熊本の関係
JASMは、工場設置などにより約1,700人の先端技術に通じた人材の雇用が創出され、また熊本県全体において1700億円/年以上の経済効果が見込まれている。隣接地にはソニーセミコンダクタマニュファクチャリングの本社・熊本テクノロジーセンターがある。SCMの観点から、ソニーは近い場所に専用のロジックを生産できる工場を望んでいた（後述）。これは、ソニーが最大の顧客でもあるアップルコンピュータの意向を受けたという報道もある。  
ソニーは、JASMの工場に570億円を出資し、200人を派遣する予定である。ソニーセミコンダクタマニュファクチャリングの山口宜洋社長は、世界的に半導体が不足する中、すぐ隣から半導体部品を調達できるメリットは大きいと述べている。最先端の技術を持つTSMCと連携することで、ソニーは自社の技術力の向上や半導体産業の人材育成につながることを期待している。  

### 日本でのTSMC
2019年にTSMCは「TSMCジャパンデザインセンター」を設立してグローバルな顧客に設計サービスを提供し、茨城県の3DIC研究開発センターでも日本のパートナーと協力して高度なパッケージング技術のフロンティアを広げているが、JASMは、1997年の日本法人設立以来の、長年に渡り日本の半導体エコシステムと協力してきたTSMCの歴史における新たな章と位置付けれられている。 
日本の半導体産業にとって、今回のJASMの設立や工場設置は半導体産業の再生に向けた重要な一歩であり、日本国政府は今回の工場設立や同様の流れを継続させるための積極的な支援策を検討している。また、自動車や家電製品などの基幹産業を守るため、世界的な基幹部品の需要に対応する有効な手段としても期待されている。 また、熊本県知事の蒲島郁夫は、朝日新聞のインタビューで、 TSMCを支援するため、人材確保などの課題に県庁ぐるみで取り組む考えを明らかにし、「熊本が日本経済発展の一翼を担いたい」と述べた。  

### JASMに関する話題

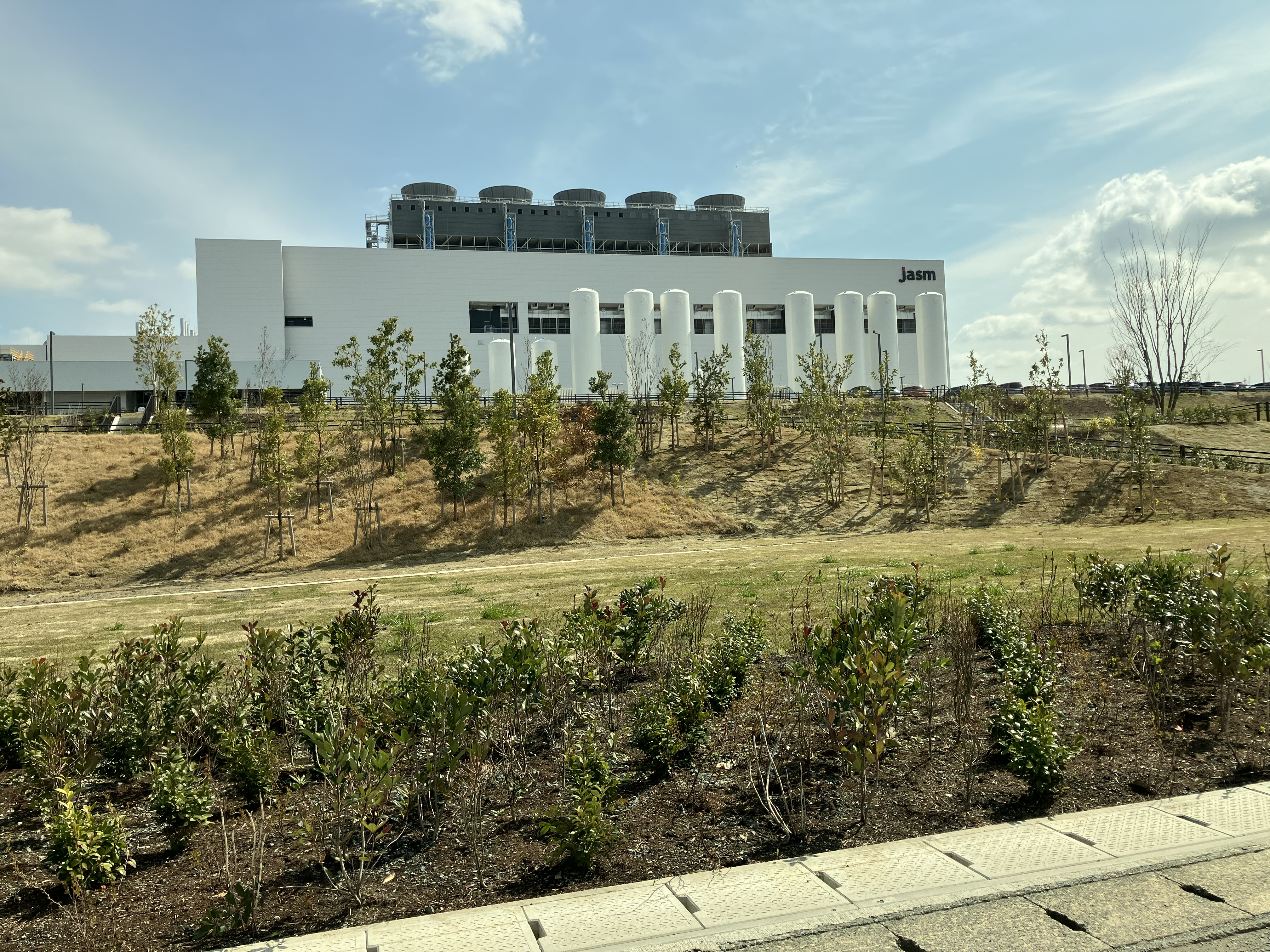
JASM熊本工場（2024年3月）

2021年11月のJASM発表の際、ライトストリーム・リサーチのアナリスト・加藤ミオはシンガポールの市場調査会社・スマートカルマ（SmartKarma）に対し、「この工場は日本の半導体産業にとって先端ロジック能力を拡大する上でプラスになり、ソニーやルネサス エレクトロニクスといった日本の顧客との関係強化につながる可能性がある」と書いている。また、週刊ダイヤモンドの記事では、「日本の半導体業界の再起を促す画期的な決断」と評されている。
なお、JASMが工場を建設している熊本県は、1960年代に三菱電機やNECのウェハファブの拠点として、九州がシリコンアイランドと呼ばれるようになった経緯がある。日本の半導体産業の中心地として発展し、現在でも、三菱電機やソニー、東京エレクトロンなど日本の半導体企業の多くが熊本県に拠点を置いている。また、JASMが立地する熊本県菊陽町の隣町、熊本県上益城郡益城町には熊本空港があることや、熊本港や八代港にも近く、中国などアジアなどへのアクセスも容易な点がある。
それだけではなく、熊本県菊陽町及び近隣の合志市には生産設備を製造する東京エレクトロン熊本事業所、ソニーセミコンダクタマニュファクチャリング熊本工場が立地しており、工事の監督、設備の搬入、行政への対応などの点において他地域より有利な点があることも指摘されている。反対に言えば、ハードウェアと呼ばれる「物」、行政対応という「ソフト（情報）」の両面で評価されたためであると指摘されており、単純に「水資源」のみで評価されたわけではないのである。また、建設に関しても、アリゾナでの工場設置とは異なり、鹿島建設及び台湾からの設備工事事業者が24時間体制で工事稼働を実施したこと、さらに地元もその工事に理解を示したことも、第二工場建設を検討するという前向きの回答を引き出している。

## JASM設立の経緯
2019年5月のアメリカによるファーウェイへの大規模な規制や、中台関係の緊張の高まりを受け、経済産業省内では日本が半導体を入手できなくなるのではないかという懸念が高まり、TSMCの工場を日本へ誘致しようという活動が始まった。また、半導体産業は、その生産価格において電力1/3、水1/6と言われるほど社会インフラ依存の産業であるが、国内でファブを運営できる会社が統合により（エルピーダ、ルネサス）数社まで激減しており、工場立ち上げには1兆円を超える規模の投資が必要なため、大半の会社が躊躇していた（東芝、日立、NEC、富士通など）。そのため、長期債権（償還は20年〜25年）の形で発行される4670億円の補助金によって誘致という手法を取ることになった。
ソニーは撮像素子を自ら製造していたが、その素子と組み合わせるロジック半導体はTSMCが製造しており、その規模はTSMCの日本での売り上げの半分以上をソニーが占めるほどだった。2020年7月、ソニーはTSMCに対し、ソニー専用の半導体製造工場を新たに設置するよう求め、TSMCは別の会社の台南にある工場を買い取ることでソニー専用の28nm生産ライン（Fab14B）を作ろうとした。
2020年末からのチップ不足により、経産省の懸念が現実のものになった。また2021年4月、バイデン米大統領は政権として初の外国要人の面会に菅義偉首相を選び、台湾有事が起こった場合の半導体供給の懸念について話し合った。これを受けて、自民党の関芳弘と甘利明は半導体戦略推進議連を新たに立ち上げ、半導体産業の強化は国家戦略であるとした。そして4760億円の補助金のもと、TSMCが台南で進めていたFab14Bの計画を丸ごと熊本へ持ってくることになった。
そして、熊本工場の設置においては、該当する合志市及び菊陽町に跨る地域に2026年を目処に熊本県が工業団地を整備する計画が持ち上がっており、さらにソニーグループが傘下のソニーセミコンダクタマニュファクチャリング熊本工場に隣接する約21haの土地を取得しTSMCに提供する用意があったことも要因にある。地下水の問題は、JASMと菊陽町の間で地下水の汲み上げ用量などの合意が得られており、水質調査などにも協力する合意が成立している。
2024年2月より試作試験中のFab23において、12nmプロセスの稼働を目指しているのは、次世代画像素子ロジック及び汎用ペリフェラル製品にも適応可能なプロセスだからである。また、このプロセス様式を決定するに当たっての重要な要因としては、顧客が保有する既存の設計ツールの変更を伴わずに、必要なチップを入手できるようにするためでもあった。

## 沿革
- 2021年（令和3年）12月 - JASMを設立。熊本県熊本市中央区下通1-3-8に本社（仮事務所）を設置
- 2022年（令和4年）4月 - 熊本県菊池郡菊陽町に工場を着工
- 2023年（令和5年）9月15日 - JASM本社を菊池郡菊陽町大字原水4106番地1に移転
- 2024年（令和6年）2月6日 - 親会社のTSMCより、トヨタ自動車が資本金2%相当の出資をすると発表[27]。これにより、持ち株比率は、TSMC86.5%、ソニーセミコンダクターソリューション6.0%、デンソー5.5%、トヨタ自動車2.0%となる。
- 2024年（令和6年）2月6日 - 2024年（令和6年）末までに熊本県内に第二工場の新設を検討すると発表。稼働予定は2027年度末を見込む[28][29]。
- 2024年（令和6年）2月24日- JASM fab23開所式[30][31][32][33]
- 2024年（令和6年）12月27日 - 本格稼働し、量産が開始された[34]。